# Alasdair McDonnell
Alasdair McDonnell (n. 1 de septiembre de 1949) es un político y líder actual del Partido Socialdemócrata y Laborista del Irlanda del norte. En 1998 se convirtió en miembro de la Asamblea de Irlanda del Norte y en 2005 en miembro de la Cámara de los Comunes del Reino Unido. Su primera incursión en el mundo político fue en 1970 cuando perdió en las elecciones generales de 1970 al famoso Ian Paisley.